# Kapitonym
Kapitonym (české terminologii by odpovídal překlad kapitonymum) je v některých jazycích označení pro slovo, které změní svůj význam, pokud změníme jeho kapitalizaci, tj. zpravidla pokud jej změníme z vlastního jména na obecné nebo naopak. Termín není v jazykovědě ustálený a je užívaný jen řídce, v českých textech takřka vůbec. V některých případech slova takové dvojice mohou být homonymy bez přímé etymologické souvislosti, jindy může jít například o vlastní jméno a z něj odvozený eponym nebo jiný výsledek apelativizace nebo naopak o původně obecné jméno a vlastní jméno, které vzniklo jeho proprializací (onymizací). 

## Příklady
V češtině se takový rozdíl vyskytuje například u obecných slov použitých jako vlastní jméno (například důl Hlubina, noviny Práce). Aktuální pravidla pravopisu připouštějí i užití obecného jména jako zástupného vlastního jména („jdu na Ministerstvo“ zdůrazňuje, že se jedná o jedno určité ministerstvo, byť není uveden jeho plný název). Je také možno rozlišit liberální stranu od Liberální strany. Příkladem opačným, vycházejícím z apelativizace, může být například slovo „janek“ ve smyslu potřeštěnec v protikladu k vlastnímu jménu Janek nebo turek pro označení turecké kávy (oproti Turkovi jako příslušníku národa). Zápis slova bůh/Bůh může odlišit monoteistického boha od jednoho z polyteistických nebo může vyjádřit rozdíl v postoji pisatele. Obdobný rozdíl postoje vyjadřuje i kapitalizace osobních zájmen v dopise. 
V angličtině se považují za vlastní jména i přídavná jména odvozená z vlastních místních jmen, proto se tam kapitalizací rozlišuje vlastní přídavné jméno od zobecnělého označení původu (odpovídající třeba použití v českých názvech „arabská guma“ nebo „španělská vesnice“.) Rovněž některé anglické názvy měsíců (March, August) mají své nekapitalizované protějšky. Angličtina umožňuje kapitalizací odlišit i Katolickou církev jakožto označení konkrétní církve od katolické církve jakožto původního označení univerzální církve. Některé dvojice anglických kapitonym se i odlišně vyslovují, pak jsou zároveň označována jako heteronymní. 
V němčině lze kapitalizací rozlišit některá podstatná jména od stejně znějících sloves. 
Jak v češtině, tak v angličtině někdy použití kapitalizace závisí na kontextu a použití, byť význam zásadně nemění: například měsíc versus Měsíc, slunce versus Slunce. 